# El conducte
"El conducte" (títol original en anglès "The Chute") és el tercer episodi de la tercera temporada i el 45è del total de la sèrie de televisió de ciència-ficció estatunidenca Star Trek: Voyager. El guió va ser escrit per Kenneth Biller basata en una història de Clayvon C. Harris, i dirigit per Les Landau. L'episodi es va emetre a UPN el 18 de setembre de 1996.
Ambientada al segle XXIV, la sèrie segueix les aventures de la tripulació de la Flota Estel·lar i els Maquis de la nau estel·lar USS Voyager després de quedar encallats al Quadrant Delta a desenes de milers d’anys llum de distància de la resta de la Federació. En aquest episodi, dos membres de la tripulació de l'USS Voyager estan atrapats en una presó alienígena.

## Argument
Al món natal d'Akritiri, Tom Paris i Harry Kim són acusats falsament d'un atemptat terrorista amb bomba utilitzant Triliti. Són enviats a una presó brutal on els presoners s'han de valer per si mateixos per sobreviure, diàriament no es lliura prou menjar a través d'una rampa i a cada presoner se li implanta un microxip anomenat "la pinça" que indueix l'agressivitat i gradualment els torna bojos. Quan la capitana Janeway intenta intercedir, l'ambaixador Liria d'Akritiri li diu que Kim i Paris van confessar el crim.
Mentre intenta defensar Kim, Paris és apunyalat a l'estómac. Kim aconsegueix treballar amb un dels extraterrestres per aconseguir benes per a Paris. També intenta unir els presoners, sense èxit. Kim i l'extraterrestre treballen junts per desactivar el camp de força que bloqueja el canal, escalar-lo i descobrir que la presó és en realitat una estació espacial gegant. Paris perd completament el contacte amb la realitat i destrueix el dispositiu que va desactivar el camp de força. Harry, també afectat, ataca Paris a canvi, però aconsegueix mantenir la cordura.
Mentrestant, la tripulació de la Voyager aconsegueix capturar els veritables terroristes, Piri i Vel. Quan Janeway torna a l'Akritiri i ofereix intercanviar-los pels seus tripulants, l'ambaixador d'Akritiri s'hi nega, emfatitzant que les seves condemnes no es poden anul·lar. Janeway s'acosta llavors als terroristes, que informen al personal de la Voyager que saben la ubicació de la presó on estan tancats Kim i Paris. Janeway decideix alliberar-los a canvi d'informació sobre la ubicació de la presó i com penetrar-hi.
Utilitzant la nau de Neelix com a disfressa, la tripulació aconsegueix enganxar-se a la rampa, que és l'única manera d'entrar a la presó. Un petit equip format per Janeway, Tuvok i alguns guàrdies de seguretat s'infiltra a la presó, dispara a alguns dels presoners i rescata Kim i Paris. Aleshores, abandonen ràpidament l'escena just quan una nau patrulla d'Akritiri declara la seva intenció d'abordar la nau de Neelix.
De tornada a bord de la Voyager, Kim està horroritzat pel que gairebé havia fet mentre estava afectat. Paris el convenç d'utilitzar una setmana de racions de replicador per recrear alguns dels àpats que havien discutit mentre eren a la presó.

## Actors convidats
- Don McManus - Zio
- Robert Pine - Ambaixador Liria
- James Parks - Vel
- Ed Trotta - Pit
- Beans Morocco - Rib
- Rosemary Morgan - Piri

## Producció
Robert Pine, que va interpretar l'ambaixador Liria, és el pare de l'actor Chris Pine, que va interpretar el capità Kirk a la sèrie de pel·lícules Star Trek de J. J. Abrams.
Rosemary Morgan, que va interpretar Piri, tenia Star Trek a la seva família; la seva mare Julie Cobb va aparèixer com a contramestre a l'episodi de la sèrie original "Amb qualsevol altre nom", i el seu padrastre va ser James Cromwell, que va tenir diversos papers a la franquícia.
L'actor Garrett Wang (Harry Kim) recorda que Les Landau els dirigia en aquest episodi, i mentre intentava centrar-se en la interpretació, els altres actors de la sèrie eren al voltant de Landau fent un enrenou. El motiu era que tot just havien començat a tenir actors que dirigissin la sèrie, i el seu company de repartiment McNeil acabava de dirigir l'episodi anterior; aquella era la seva primera vegada dirigint i els altres actors estaven entusiasmats amb començar a dirigir.

## Recepció
Juliette Harrisson de Den of Geek va citar "El conducte" com un dels millors episodis de la tercera temporada a causa de la seva trama i cinematografia i les actuacions de McNeil i Wang. Harrisson va escriure que l'episodi era ideal per als fans del slash. Den of Geek també va fer una menció honorífica en el seu rànquing dels deu millors episodis de Star Trek: Voyager. Alexandra August de Screen Rant va descriure la dinàmica entre Paris i Kim com el més semblant a un romanç gai que Star Trek: Voyager ha estat mai. August va elogiar l'enfocament de l'episodi en Paris i Kim, i el va qualificar com un dels "més foscos i efectius" de la sèrie. Tor.com li va atorgar 6 punt sobre 10. Va assenyalar-lo com un episodi clàssic de "presó de ciència-ficció", i va quedar impressionat per la cruesa del decorat i el treball de càmera del director, Les Landau.

## Llançaments
"El conducte" es va publicar en LaserDisc al Japó el 25 de juny de 1999, com a part del conjunt 3rd season vol.1 set.
"El conducte" es va publicar en DVD el 6 de juliol de 2004, com a part de Star Trek Voyager: Complete Third Season, amb àudio Dolby 5.1 surround.